# Yogi-Tee

Logo

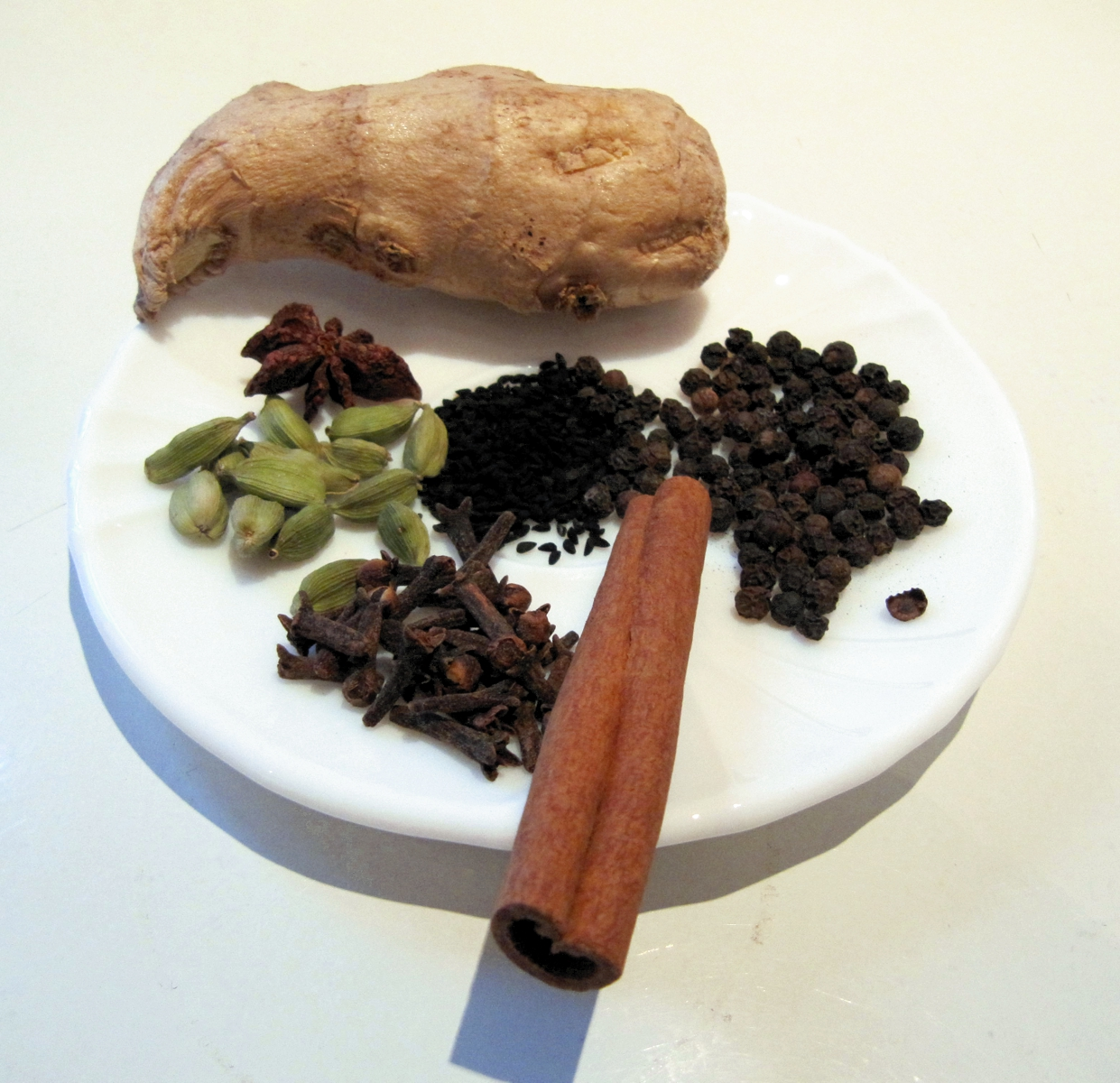
Zutaten für klassischen ayurvedischen Gewürztee: Nelken, Zimt, Kardamom, Schwarzkümmel, Pfeffer, Sternanis, Ingwer.

Yogi-Tea ist die geschützte Marke für „ayurvedischen Kräuter und Gewürztee“ der Anfang der 1980er Jahre gegründeten Golden Temple Company in Eugene in den USA, der heutige Sitz ist in Springfield (Oregon). Der Vertrieb in Europa wird von der in Hamburg ansässigen YOGI TEA GmbH übernommen.
Zunächst gab es nur eine klassische, nach dem Yoga-Lehrer Yogi Bhajan (1929–2004) benannte und nach dessen Originalrezepten zubereitete Teesorte, im Angebot. Diese  enthielt keinen schwarzen Tee, sondern besteht aus einer Gewürzmischung mit Zimt, Kardamom, Ingwer, Nelken sowie schwarzem Pfeffer. Er ist somit ebenso wie Früchtetee oder Kräutertee zu den teeähnlichen Getränken zu zählen.
Heute gibt es über 50 verschiedene Teemischungen dieses Herstellers im Angebot, beispielsweise mit Zutaten wie Zichorienwurzel, Anis, Koriander oder Kakao. Des Weiteren werden unter der Marke Yogi-Tee auch Chai, Kräutertees und Grüntees produziert.
Yogi-Tees werden seit den 1990er Jahren weitgehend aus ökologisch erzeugten Bestandteilen hergestellt. Die Teemischungen wurden in Europa anfangs insbesondere von Menschen in der New-Age-Bewegung und von Vegetariern getrunken und waren nur in Fachgeschäften wie z. B. Reformhäusern oder Bioläden erhältlich. Seit Anfang des 21. Jahrhunderts werden Yogi-Tee-Produkte auch in großen Einzelhandelsketten verkauft.